# Mattheus I van Lotharingen
Mattheus I van Lotharingen (circa 1110 - 13 mei 1176) was van 1139 tot aan zijn dood hertog van Opper-Lotharingen.

## Levensloop
Hij was de zoon van hertog Simon I van Opper-Lotharingen en Adelheid van Leuven. In 1139 volgde hij zijn vader op als hertog van Opper-Lotharingen, in dezelfde periode dat het huis Hohenstaufen de Rooms-Duitse troon besteeg. 
Rond het jaar 1138 huwde hij met Bertha van Zwaben, die tot het huis Hohenstaufen behoorde. Bertha was namelijk een dochter van hertog Frederik II van Zwaben, de oudere broer van Rooms-Duits koning Koenraad III. Haar broer Frederik Barbarossa zou in 1152 Koenraad opvolgen als Rooms-Duits koning. Op deze manier kwam er een alliantie tussen Opper-Lotharingen en het Heilig Roomse Rijk. Bertha en Mattheus kregen minstens acht kinderen:
- Sophia (1163-1217), huwde met Hendrik Ostertag van Windstein
- Alix (overleden in 1200), huwde met  hertog Hugo III van Bourgondië
- Simon II (1140-1207), van 1176 tot 1205 hertog van Opper-Lotharingen.
- Judith (1140-1173), huwde met graaf Stefanus II van Auxonne
- Ferry I (1143-1206), van 1205 tot 1206 hertog van Opper-Lotharingen.
- Mattheus (overleden in 1208), graaf van Toul.
- Diederik IV (overleden in 1181), van 1174 tot 1181 bisschop van Metz.
- een dochter die jong stierf.

Mattheus begeleidde Frederik Barbarossa op zijn vele reizen en vergezelde hem toen hij in 1155 door paus Adrianus IV tot keizer van het Heilig Roomse Rijk werd gekroond. Bij de Investituurstrijd stond Mattheus aan de zijde van Frederik Barbarossa en tegenpaus Victor IV in hun strijd tegen paus Alexander III
Als hertog slaagde Mattheus erin om zijn rijk uit te breiden door onder meer het prinsbisdom Toul te bemachtigen, waardoor hij geëxcommuniceerd werd. Ondanks zijn excommunicatie steunde Mattheus de kerk door omvangrijke schenkingen te doen en ook richtte hij heel wat kloosters en abdijen op. Een van die abdijen was de Clairlieu-abdij, waar Mattheus en zijn vrouw Bertha begraven werden.

## Voorouders
| Voorouders van Mattheus I van Lotharingen (1110-1175) | Voorouders van Mattheus I van Lotharingen (1110-1175)                          | Voorouders van Mattheus I van Lotharingen (1110-1175)                          | Voorouders van Mattheus I van Lotharingen (1110-1175)                          | Voorouders van Mattheus I van Lotharingen (1110-1175)                          | Voorouders van Mattheus I van Lotharingen (1110-1175) | Voorouders van Mattheus I van Lotharingen (1110-1175) | Voorouders van Mattheus I van Lotharingen (1110-1175) | Voorouders van Mattheus I van Lotharingen (1110-1175) |
| ----------------------------------------------------- | ------------------------------------------------------------------------------ | ------------------------------------------------------------------------------ | ------------------------------------------------------------------------------ | ------------------------------------------------------------------------------ | ----------------------------------------------------- | ----------------------------------------------------- | ----------------------------------------------------- | ----------------------------------------------------- |
| Overgrootouders                                       | Gerard van Lotharingen (1030-1070) ∞ Hedwig van Namen                          | Gerard van Lotharingen (1030-1070) ∞ Hedwig van Namen                          | Frederik van Formbach (ca. 1035-1059)) ∞ Gertrude van Haldensleben (1040-1116) | Frederik van Formbach (ca. 1035-1059)) ∞ Gertrude van Haldensleben (1040-1116) | ? (-) ∞ ? (-)                                         | ? (-) ∞ ? (-)                                         | ? (-) ∞ ? (-)                                         | ? (-) ∞ ? (-)                                         |
| Grootouders                                           | Diederik II van Lotharingen (1050-1115) ∞ Hedwig van Formbach (voor 1061-1090) | Diederik II van Lotharingen (1050-1115) ∞ Hedwig van Formbach (voor 1061-1090) | Diederik II van Lotharingen (1050-1115) ∞ Hedwig van Formbach (voor 1061-1090) | Diederik II van Lotharingen (1050-1115) ∞ Hedwig van Formbach (voor 1061-1090) | ? (-) ∞ ? (-)                                         | ? (-) ∞ ? (-)                                         | ? (-) ∞ ? (-)                                         | ? (-) ∞ ? (-)                                         |
| Ouders                                                | Simon I van Lotharingen (1076-1139) ∞ Adelheid (-)                             | Simon I van Lotharingen (1076-1139) ∞ Adelheid (-)                             | Simon I van Lotharingen (1076-1139) ∞ Adelheid (-)                             | Simon I van Lotharingen (1076-1139) ∞ Adelheid (-)                             | Simon I van Lotharingen (1076-1139) ∞ Adelheid (-)    | Simon I van Lotharingen (1076-1139) ∞ Adelheid (-)    | Simon I van Lotharingen (1076-1139) ∞ Adelheid (-)    | Simon I van Lotharingen (1076-1139) ∞ Adelheid (-)    |